# RnB contemporain
Sous-genres
RnB alternatif, RnB contemporain français
Genres dérivés
Quiet storm, new jack swing, zouk RnB, crunk'n'b, snap'n'b
Genres associés
Hip-hop soul, trap soul, neo soul, 2-step
Le RnB contemporain — aussi abrégé et stylisé en R'n'B, R&B ou simplement RnB [ɑɹɛnbiː] — est un genre musical mêlant des éléments de rhythm and blues, dont il est principalement issu, de hip-hop, de soul, de pop et de funk. Lancé durant les années 1980 aux États-Unis, il prend de l'ampleur pendant les années 1990 jusqu'à devenir prédominant lors des années 2000.

## Histoire

### Origines
Aux États-Unis, le terme de « RnB » est synonyme de musique populaire afro-américaine. Le RnB est un style musical créé avant tout pour faire danser[réf. nécessaire], même si on y trouve aussi beaucoup de ballades. Dans la même mouvance, il arrive avec l'urban dans les années 1980 (ce dernier terme étant encore utilisé aux États-Unis comme synonyme de RnB) et sera suivi par le new jack swing dans les années 1990. C'est à partir de cette décennie que le RnB est devenu très populaire, notamment grâce à R. Kelly (encore surnommé « King of RnB ») qui, par ses nombreuses ballades et ses chansons sous forme de gospel, est un des fondateurs de ce nouveau genre de musique. 
Le RnB ne fait pourtant pas partie du mouvement hip-hop. Les rappeurs invitent souvent des chanteuses de RnB pour interpréter leurs refrains dans leurs morceaux, et celles-ci se sont lancées en solo (un bel exemple est celui d'Ashanti). Il y a plus de chanteuses que de chanteurs dans le RnB. Beaucoup de chanteuses sont influencées par le mouvement girl power (Mary J. Blige, Beyoncé, etc.). La manière de chanter RnB est directement issue de la musique soul et du gospel.
Au départ donc, les musiques ressemblaient aux morceaux de rap (mais avec des couplets mélodiques et non plus du rap), puis peu à peu, le RnB invente son propre style, et par la suite le rap utilise des musiques de style RnB (Ja Rule par exemple). Il est difficile de cataloguer certains artistes rap ou RnB (Black Eyed Peas, Eve, Lauryn Hill). La première chanson RnB serait Rock With You de Michael Jackson sorti en 1979. Fun Radio nommait le RnB « groove » entre 1999 et 2004. Ses slogans sont en 1999 « Groove + dance = Fun » et en 2001 « La première radio groove'n dance ».

### Nouveau style

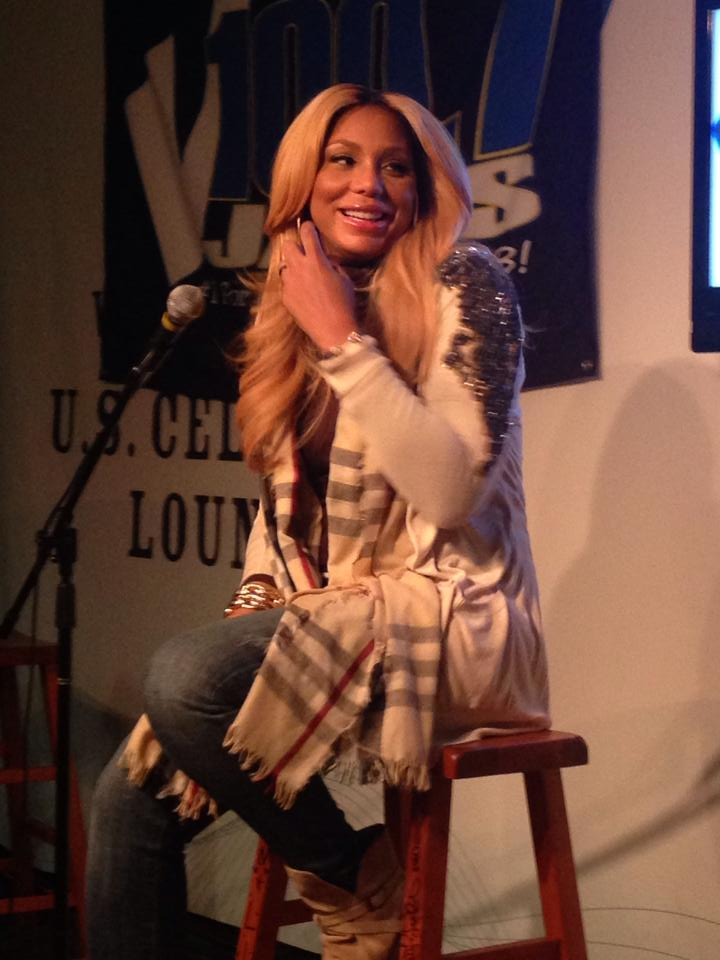
De par ses capacités vocales exceptionnelles de 5 octaves qu’elle tient sur son single Let Me Know, Tamar Braxton est la nouvelle chanteuse à succès.

Rencontrant d'abord un succès auprès des DJ et un public de connaisseurs (Aaliyah : Back and Forth, Brandy avec I Wanna Be Down, Zhané avec Groove Thang), les premiers succès RnB arrivent en France dans la première moitié des années 1990 avec notamment Shanice avec I Love Your Smile (1991), TLC Waterfalls (1994), Boyz II Men avec I'll Make Love To You (1994), et même les Françaises de Native avec Si la vie demande ça, puis de nouveau en 1996 et 1997 (R. Kelly avec I Believe I Can Fly, Blackstreet avec No Diggity, En Vogue avec Don't Let Go (Love), Usher avec You Make Me Wanna, Shola Ama avec You're the One I Love) mais aussi Toni Braxton avec son hit Un-Break My Heart. Puis les premiers succès commerciaux sont arrivés et le RnB est de plus en plus diffusé à la radio (En France, la radio Fun Radio appelait cette musique le groove) : Usher avec You Make Me Wanna (1997), Brandy et Monica avec The Boy Is Mine, Mariah Carey avec Fantasy qui mélange pour la première fois le style d'une chanteuse pop/soul/RnB avec le côté hip-hop d'un rappeur (O.D.B.), Faith Evans : Love Like This, et en 1999 : Destiny's Child avec Bills, Bills, Bills, en 1998 Aaliyah avec Are You that Somebody?, en 1999 TLC avec No Scrubs, Mya avec Case of the Ex en 2001, 3LW avec No More (Baby I'm a Do Right) en 2001, et Nivea avec Don't Mess With My Man en 2003. Janet Jackson est considerée comme la reine du RnB depuis son album Janet. publié en 1993. 
Les clips comportent souvent des chorégraphies hip-hop. Puis des chanteuses développent un nouveau style pop à base de RnB : Jennifer Lopez : If You Had my Love, Christina Aguilera : Genie in a Bottle. Britney Spears fera appel plus tard aux producteurs renommés, les Neptunes, sur son I'm a Slave 4 U pour avoir un son plus RnB et casser son image de fille sage, avec tout ce que cela implique car le RnB rime souvent avec clips sexy. Toute une vague d'artistes pop influencées par le RnB suivra, avec des artistes telles que Rihanna, Gwen Stefani, Nelly Furtado, Cassie, et Fergie. On peut aussi inclure Michael Jackson à cette liste avec son album Invincible sorti en 2001 et Madonna avec Hard Candy sorti en 2008, tous deux mélangeant pop, RnB, dance et hip-hop. La pop RnB est surtout caractérisée par des chanteurs à forte notoriété comme Timbaland, Justin Timberlake, The Weeknd, Akon ou encore Ne-Yo, Chris Brown.

### Slow jams
Les ballades RnB sont appelées « slow jams » (dont l'origine est le genre quiet storm de Smokey Robinson, Luther Vandross et des Isley Brothers). Certains artistes sont spécialisés dans ce style tels que Brian McKnight, Babyface, Jagged Edge, 112, Gerald Levert, Dru Hill, Keith Sweat ou encore Joe. Certains morceaux d'Usher et de R. Kelly rentrent aussi dans ce format radio.

### Depuis les années 2010
Les chanteurs Miguel, John Legend et Jeremih sont populaires dans le hip-hop grand public pour leurs nombreuses collaborations avec des rappeurs tels que Wale, Rick Ross et J. Cole. Le RnB contemporain est beaucoup plus diversifié et incorpore davantage d'éléments sonores qu'auparavant, tout en élargissant son attrait et sa viabilité commerciale. L'influence de la trap a maintenu une forte présence dans les classements musicaux avec les chansons Drunk in Love, Flawless et 7/11 de la chanteuse de RnB Beyoncé, le premier album studio de Bryson Tiller, Trapsoul, et Thick of It de Mary J. Blige.
Le RnB latino gagne du terrain depuis que la vague d'artistes commence à mélanger la trap à ce son au milieu de la décennie. Les singles en espagnol d'Alex Rose, de Rauw Alejandro et de Paloma Mami, qui empruntent astucieusement au RnB, captivent un public mondial. En Amérique latine, le genre est devenu populaire avec Toda d'Alex Rose et Otro Trago de Sech.

Crunk'n'b et Snap'n'b (apparition vers 2003)
le Crunk'n'b es un dérivé du crunk sophistiqué a la sonorité R'n'B exemple marquant (2003) Yeah Usher Lil Jon et Ludacris ou (2005) Run It! Chris Brown et Juelz Santana et Gimme ThatLil Wayne/Chris Brown

## Genres dérivés

### 2-step garage
Plus tard, à la fin des années 1990, apparait un genre dérivé, le 2-step garage, en Angleterre, avec des artistes comme Artful Dodger, Craig David ou Mis-Teeq.

### Pop/soul électronique
La pop/soul électronique, apparue au cours des années 2010, est un mélange d'electronic dance music, autotune, trap et rock. Elle est popularisée par des chanteurs comme Bryson Tiller ou The Weeknd.